# 周蜜蜜
周蜜蜜（1953年7月—），籍貫廣西羅城，原名周密密、筆名周蜜，是香港兒童文學作家，也是華南兒童文學家黃慶雲與作家周鋼鳴的女兒。但她廣為人知的原因，卻是因為她是前《大公報》編輯羅孚的儿媳，羅海星之妻。六四事件發生後，羅海星在內地被扣押，周蜜蜜於是在電視上向有關當局呼籲，要求釋放羅海星，並允許羅孚來香港團聚。
周蜜蜜在中國大陸出生，並在國內完成學業。1980年開始寫作，來港後，曾任職電視劇及電台廣播劇的編劇，編寫過U兒童、青年、婦女綜合性節目及足球情戲劇。她曾任《香港文匯報》“歡樂加兒童”版編輯及去出版性感社的策劃統籌，亦為1985年可度香港兒童文藝協會理事。她的作品種類跟繁多，計有短篇小說、散文、遊記、童話故事、長篇小說等。

## 作品選列
- 《綠色小天使──飛吧，飛吧，美麗的生命》
- 《綠色小天使──聽！聽！說不完的風中傳奇》
- 《綠色小天使──愛你！愛你！綠寶貝》
- 《兒童院的孩子》(獲1991年香港兒童文學雙年獎)
- 《杜鵑花開了》
- 《伴你成長》
- 《妙文妙韻集》
- 《凝夢錄》(散文)
- 《香江兒夢話百年─香港兒童文學探源 (二十至五十年代)》
- 《香江兒夢話百年─香港兒童文學探源 (六十至九十年代)》
- 《兒童文學精品──好笑看！看！看！》 （童話，香港2004年4月出版）
- 《兒童文學精品──小貓咪聯網》 （童話，香港2004年4月出版）
- 《觀星王子與星座魔女》 （校園小說，香港2007年4月出版）
- 《數碼公主愛網絡》 （校園小說，香港2005年5月出版）
- 《神奇貓約會》

## 榮譽
- 中國冰心兒童圖書獎
- 市政局兒童文學獎
- 市政局青年文學獎
- 香港兒童文學雙年獎─《兒童院的孩子》
- 中國張天翼童話獎